# دانا رافائيل
دانا رافائيل (بالإنجليزية: Dana Raphael)‏ هي عالمة الإنسان أمريكية، ولدت في 5 يناير 1926 في نيو بريتن في الولايات المتحدة، وتوفيت في 2 فبراير 2016.

## وصلات خارجية
- دانا رافائيل على موقع الموسوعة البريطانية (الإنجليزية)